# 23-тя окрема бригада охорони громадського порядку (Україна)
23-тя окрема бригада охорони громадського порядку «Хортиця» (23 ОБрОГП, в/ч 3033) — підрозділ у складі Південного оперативно-територіального об'єднання Національної гвардії України. Частини бригади дислокуються в містах Запоріжжя, Мелітополь, Бердянськ та Енергодар.

## Історія
Сформований наказом командувача Національної гвардії України від 2 січня 1992 року на базі 22-го окремого спеціального моторизованого батальйону міліції Внутрішніх військ МВС СРСР, як 8-й полк НГУ (в/ч 4108), що увійшов до складу 3-ї Південної дивізії.
1995 року, згідно з Указом Президента України від 20 січня та наказом командувача НГУ від 26 січня, 8-й полк Національної гвардії України підпорядковано Внутрішнім військам МВС України, де його перейменовано у 13-й окремий спеціальний моторизований полк (в/ч 3033), а з 1999 року — 23-тя окрема спеціальна моторизована бригада.

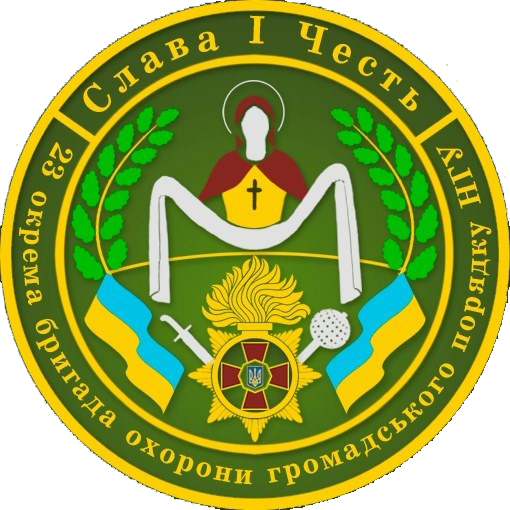
Колишня емблема

2014 року бригада увійшла до складу новоутвореної Національної гвардії України.  де була переймована у 23-тя окрема  бригада охорони громадського порядку
20 червня 2015 року від загострення хвороби під час несення служби у Маріуполі помер солдат Захожий Анатолій Володимирович. 12 листопада 2017 року від важкої хвороби помер підполковник Давиденко Дмитро Андрійович.
21 грудня 2017 року на базі спортивного комплексу «Динамо» відбувся турнір з міні-футболу серед силових структур Запорізького гарнізону, присвячений «Пам'яті підполковника Національної гвардії України Давиденка Дмитра Андрійовича». Перше місце посіла команда військової частини 3033, яка здобула перемогу над ФК «Гепард» (військова частина 3029), зігравши фінальну гру з рахунком 3:3 та забивши  на 1 м'яч більше по пенальті. Символічно, що у фіналі опинились команди військових частин 3029 та 3033, так як підполковник Дмитро Давиденко проходив службу саме у цих частинах, та вклав чимало зусиль у фізичний розвиток особового складу обох військових частин.
21 серпня 2020 року, згідно Указу Президента України № 337/2020, враховуючи бойові заслуги, мужність, зразкове виконання покладених завдань, високий професіоналізм особового складу, бригаді присвоєно почесне найменування «Хортиця» з врученням 23 серпня 2020 року, у День Державного Прапора України, Бойового прапора та стрічки до нього.

## Структура
- 1-й патрульний батальйон (м. Запоріжжя):
  - 1 патрульна рота;
  - 2 патрульна рота;
  - патрульний взвод на автомобілях.
- 2-й патрульний батальйон (м. Мелітополь):
  - 1 патрульна рота;
  - 2 патрульна рота;
  - патрульний взвод на автомобілях;
  - взвод забезпечення:
    - вузол зв'язку;
    - кінологічна група.
- 3-й патрульний батальйон (м. Бердянськ):
  - 5 патрульна рота;
  - 6 патрульна рота;
  - патрульний взвод на автомобілях;
  - взвод забезпечення:
    - вузол зв'язку;
    - кінологічна група.
- 4-й патрульний батальйон (м. Енергодар):
  - 7 патрульна рота;
  - 8 патрульна рота;
  - патрульний взвод на автомобілях;
- патрульна рота на автомобілях;
- рота бойового та матеріального забезпечення;
- оркестр[6].

## Традиції
9 жовтня 2019 року наказом МВС України, з метою осучаснення підходів до визначення річниць створення військових частин НГУ, встановлено 2 січня, як день заснування військової частини 3033. Нові річниці не зв'язані з радянським минулим і відрізняються від попередніх/

## Втрати
- Гутнік-Залужний Іван Вікторович — лейтенант, командир взводу, загинув 10 серпня 2014 року.
- Грязнов Борис Олегович — прапорщик, начальник військового наряду, загинув 24 серпня 2014 року.
- Добровольський Сергій Валерійович — старший прапорщик, старшина роти БМТЗ, загинув 24 серпня 2014 року.

### 2022
- Апухтін Дмитро Олександрович — полковник, загинув 12 березня 2022 року.
- Рой Юрій Вікторович — підполковник, загинув 19 березня 2022 року.

## Відомі особи
- Федоровський Олександр Миколайович — Герой України (2024), солдат (на момент нагородження, нині — молодший сержант)[8];
- Шемета Дмитро Сергійович — Герой України (2024), молодший лейтенант (на момент нагородження, нині — старший лейтенант)[9].